# Sains-en-Amiénois
Sains-en-Amiénois település Franciaországban, Somme megyében. Lakosainak száma 1200 fő (2022. január 1.). Sains-en-Amiénois Boves, Cottenchy, Grattepanche, Rumigny és Saint-Fuscien községekkel határos.

## Népesség
A település népessége az elmúlt években az alábbi módon változott:
| Lakosok száma | 1181 | 1197 | 1223 | 1205 | 1212 | 1220 | 1213 | 1207 | 1200 |
|               | 2013 | 2015 | 2016 | 2017 | 2018 | 2019 | 2020 | 2021 | 2022 |